# Lomaspilis discocellularis
Lomaspilis discocellularis är en fjärilsart som beskrevs av Embrik Strand 1919. Lomaspilis discocellularis ingår i släktet Lomaspilis och familjen mätare. Inga underarter finns listade i Catalogue of Life.